# مجموعه سبزه‌میدان

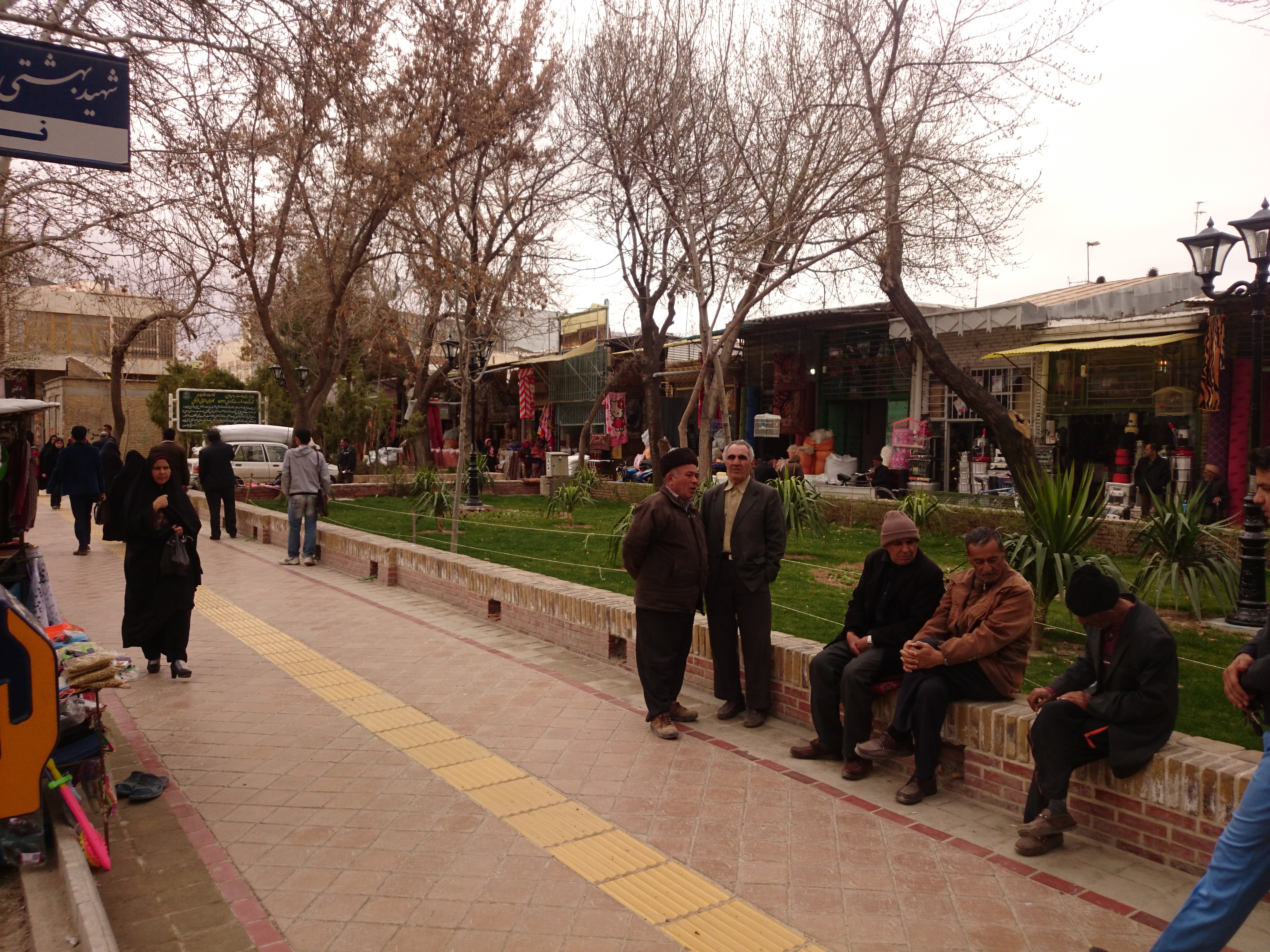
حضور شهروندان در سبزه‌میدان بجنورد

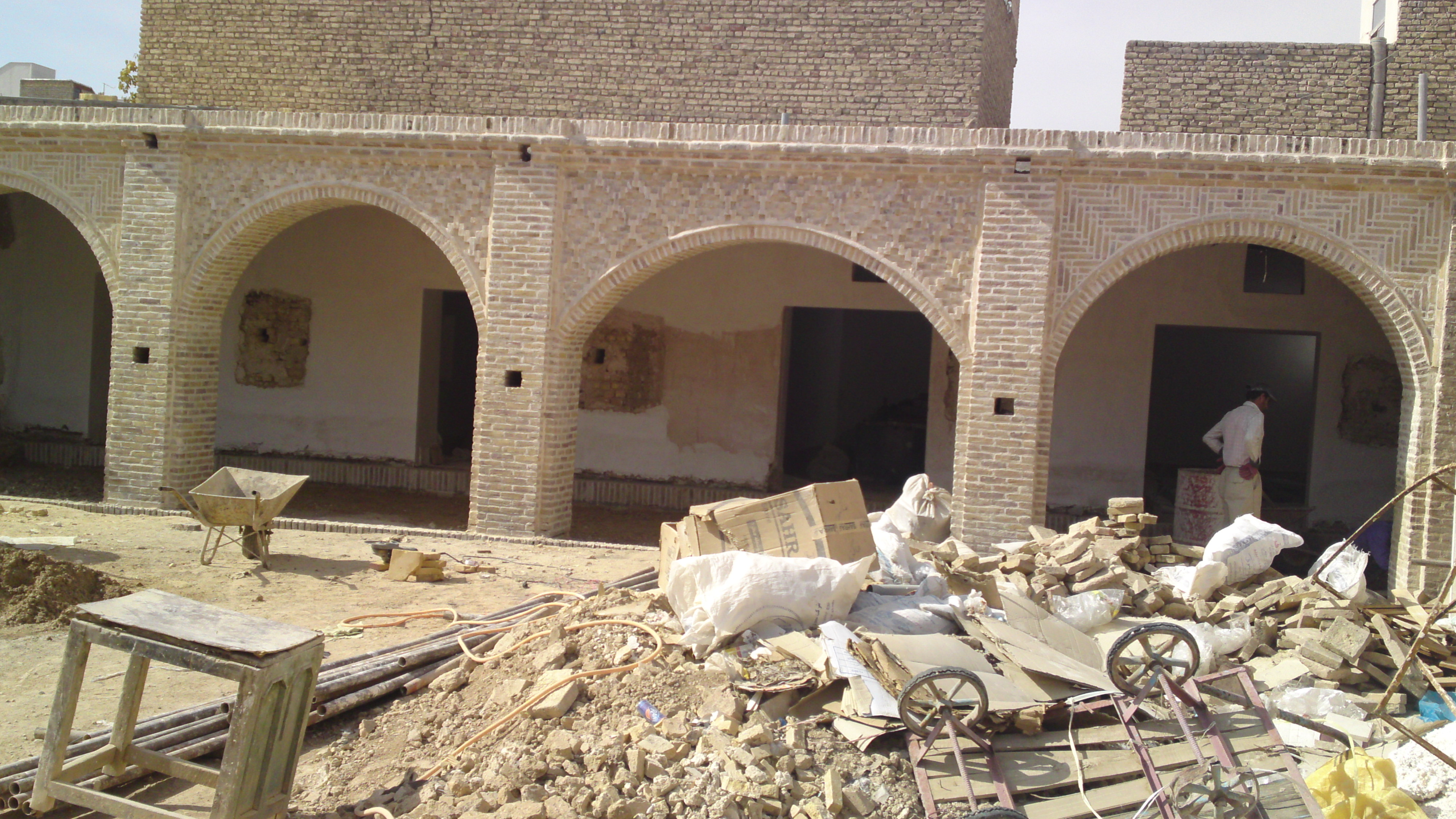
تصویری از کاروانسرا

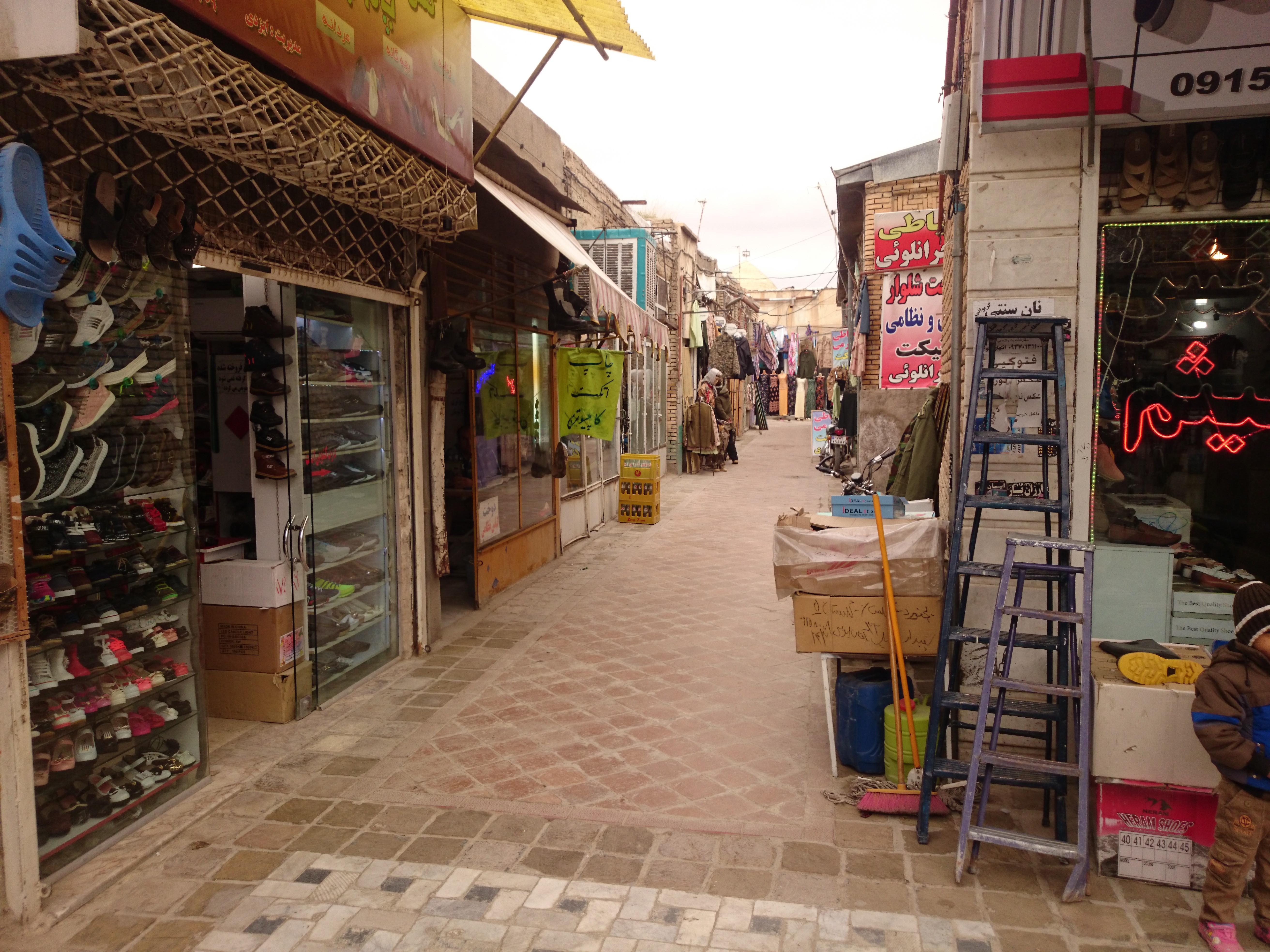
یکی از بازارچه‌های منتهی به سبزه‌میدان

مجموعه سبزه‌میدان در ضلع شمالی میدان شهید، میدان مرکزی شهر بجنورد واقع است. این مجموعه متشکل از یک کاروانسرا، گرمابه، راسته‌بازار و چند قهوه‌خانه از آثار دوره قاجار در شهر بجنورد است که شاخص‌ترین بخش آن، کاروانسرا است که طرح کلی آن از یک میانسرا و ۳۴ حجره در اطراف تشکیل‌شده‌است. همچنین مجموعهٔ یادشده به شماره ۱۴۲۲۳ در نهم بهمن ۱۳۸۴ در فهرست آثار تاریخی کشور ثبت شده‌است.
هرچند ابعاد این میدان بیشتر ابعاد یک میدان محلی را دار است، اما به لحاظ تعاملات اجتماعی صورت گرفته در آن، طیف مراجعین، رسمیت و شناخت عمومی در مقیاس‌هایی فراتر از نقش و عملکرد یک میدان شهری یا کانون فعال یک محله عمل می‌کند به طوری که در مقیاس بزرگ‌تر می‌توان آن را یک میدان فرا شهری به‌حساب آورد. امروزه این میدان در رابطه مستقیم با میدان شهید که در بخش جنوبی مجموعه واقع‌شده‌است، قرار دارد.

## تاریخچه
در اسناد موجود تاریخی آمده‌است که مجموعه سبزه‌میدان در اواخر سده ۱۲ و اوایل قرن ۱۳ به دستور سردار معزز فرزند یارمحمدخان شادلو برای اسکان مهمانان وی ساخته‌شده و محدوده آن تا محله‌های چهارشنبه‌بازار، پای توپ و ساربان محله بجنورد را در بر می‌گرفته‌است. محله‌های مذکور قدیمی‌ترین محله‌های شهر بجنورد و درواقع هسته اولیه شهر می‌باشند.
این مجموعه درگذشته محلی برای کسب‌وکار بسیاری از فروشندگان دوره‌گرد بوده‌است؛ آن‌ها با چرخ‌دستی‌ها و گاری‌های خود به فروش میوه، سبزی و خواربار موردنیاز اهالی شهر مشغول بودند. در میانه میدان نیز ترازوی دوکفه بزرگی برای وزن کردن اجناس وجود داشت و چند قهوه‌خانه پررونق، در اطراف میدان، محلی برای تعاملات اجتماعی و استراحت کسبه بود. هنوز هم بسیاری از اهالی قدیمی شهر این تصاویر را به خاطر می‌آورند.

## کاروانسرای سبزه‌میدان
این کاروانسرا که در سبزه‌میدان واقع‌شده‌است در اواخر سدهٔ دوازدهم و اوایل قرن سیزدهم به دستور سردار معزز برای اسکان مهمانان غیر خاص ایشان ساخته شد. کاروانسرای سردار معزز دارای معماری ساده‌ای بود و مصالح به‌کاررفته در آن آجر، ملات ساروج و گچ می‌باشد.
تکنیک ساخت کاروانسرا مانند تکنیک ساخت کاروانسراهای هم‌دورهٔ خود است و مصالح عموماً سیستم پوشش به‌صورت باربر می‌باشد. در این بنا از قوس نیم‌دایره استفاده‌شده که ازنظر تکنیک‌های زیبایی‌شناختی می‌توان به تقارن موجود در اضلاع بنا و تناسبات پایه‌های قوس و جرزها قابل‌توجه است.
سیستم پوشش سقف‌ها به‌صورت تیرپوش می‌باشد که توزیع نیروها از سقف به پایه ستون‌ها و جرزها و درنتیجه خنثی نمودن اثر یکدیگر می‌شود ضخامت زیاد جرزها در دیواره اتاق‌ها باعث جلوگیری از رانش حاصل از نیروهای سقف می‌شود.
بارزترین ویژگی معماری کاروانسرا که مخصوص دوره قاجار می‌باشد تزئینات آجری بکار رفته در بنا و استفاده از قوس‌های نیم‌دایره‌ای است که ایوان غرفه‌ها را پوشش می‌دهند. در بالای این قوس‌ها یعنی در گوشه‌ها یا لچکی آن تزئینات آجری به‌صورت خفته‌وراسته با آجرهای قالبی برجسته تزئین شده‌است.
سطح حیاط مرکزی تقریباً به‌اندازه ۲۰ سانتی‌متر از سایر فضاها پایین‌تر می‌باشد و احتمال دارد برای کف سازی از آجرفرش با سنگ‌فرش و برای نازک‌کاری در داخل غرفه‌ها از گچ استفاده‌شده باشد.
درگذشته برای ساخت بنا شیوه قرینه‌سازی به کار می‌رفته که این کاروانسرا نیز از این شیوه مستثنا نبوده و روبروی ورودی شرقی به قرینه احتمالاً درب دیگری وجود داشته که دهانه آن نسبت به دهانه‌های ایوان‌های دیگر بزرگ‌تر بوده و همچنین در سمت راست و چپ آن چنین حالتی تکرار شده‌است. در ضلع جنوبی کاروانسرا حیاطی به شکل باغ وجود دارد که درگذشته محل نگهداری حیوانات بوده‌است و اکنون بلااستفاده و تقریباً مخروبه می‌باشد.
ورودی‌های شمالی (سمت راست) و غربی (روبرو) نیز مسدود شده‌است و در مقابل هرکدام از غرفه‌ها ایوان‌هایی به عرض حدوداً ۵/۲ متر قرار دارد که دارای طاق‌های قوسی شکل است که قوس درب‌های ورودی بزرگ‌تر بوده و برای تزئینات آن از آجر به‌صورت ساده استفاده‌شده‌است.

## بنای گرمابه
این حمام در کناره شمال شرق سبزه‌میدان واقع است، قدمت آن به نیمه دوم سده سیزدهم هجری می‌رسد و فرم معماری آن مانند حمام‌های سنتی ناحیه خراسان است. ساختمان طاق ضربی دارد و دارای تزئینات متنوع آجری می‌باشد. تناسبات معماری بنا بسیار قابل توجه است. گرمابه از دو قسمت تشکیل می‌شود، پس از ورودی که به‌صورت راهروی باریکی تعبیه‌شده، وارد سربینه می‌شویم که یک فضای هشت‌ضلعی می‌باشد و پس از عبور از آن نیز وارد گرمخانه نیز خواهیم شد.